# John Stewart Bell
John Stewart Bell (Belfast, 28 giugno 1928 – Ginevra, 1º ottobre 1990) è stato un fisico britannico, conosciuto soprattutto per l'omonimo teorema, uno dei più importanti nell'ambito della meccanica quantistica.

## Biografia

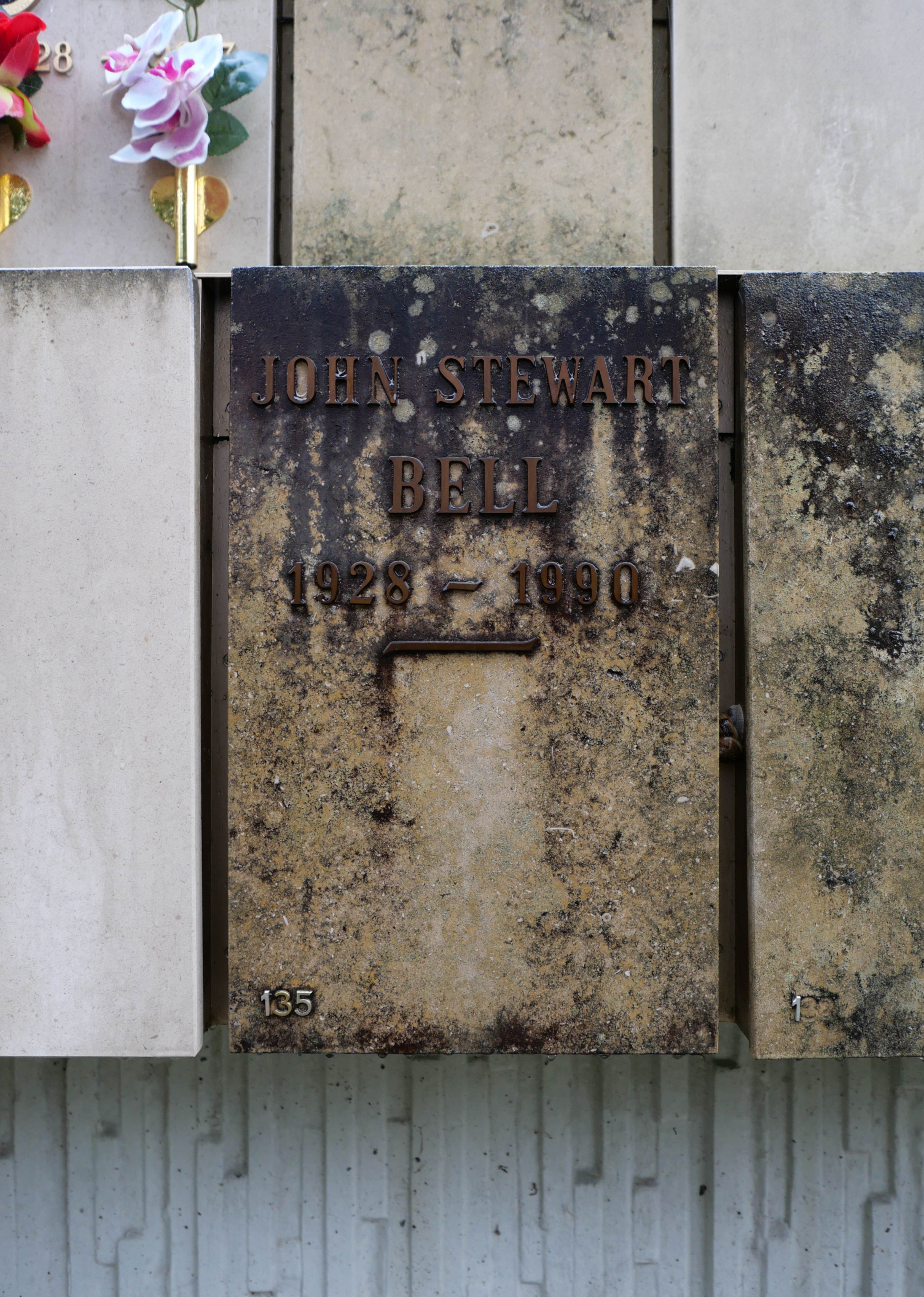
La tomba dell'urna nel 2024.

Nacque a Belfast, nell'Irlanda del Nord, e nel 1948 si laureò in fisica sperimentale alla Queen's University Belfast. Ottenne poi il dottorato di ricerca alla University of Birmingham, specializzandosi in fisica nucleare e teoria quantistica dei campi. La sua carriera iniziò con l'Atomic Energy Agency, a Malvern, e continuò con l'Atomic Energy Research Establishment, presso Harwell. Dopo parecchi anni si spostò al CERN (Conseil Européen pour la Recherche Nucléaire). Qui lavorò in campo teorico quasi esclusivamente sulla fisica delle particelle e in ambito sperimentale sull'acceleratore di particelle; inoltre si dedicò alle basi della teoria quantistica.
Nel 1964 trascorse l'anno di congedo dal CERN alla Stanford University, alla University of Wisconsin-Madison e alla Brandeis University; in quello stesso anno pubblicò sulla rivista «Physics» l'articolo Sul paradosso Einstein-Podolsky-Rosen. In esso dimostrò che procedendo con l'analisi dell'EPR si può ricavare la sua famosa disuguaglianza, che, derivata da alcune supposizioni filosofiche di base, è in conflitto con le previsioni della meccanica quantistica.
Nel 1966 uscì su «Review of Modern Physics» l'articolo On the Problem of Hidden Variables in Quantum Mechanics, in cui criticava le conclusioni di von Neumann; sarebbe dovuto uscire prima del precedente articolo ma una serie di problemi editoriali ne ritardarono l'uscita di 2 anni.
Nel 1969 Bell ricevette una lettera dal giovane fisico di Berkeley John Clauser che gli comunicava di aver escogitato un esperimento per verificare la disuguaglianza.
Bell morì inaspettatamente per una emorragia cerebrale senza poter ricevere il premio Nobel per il quale era stato appena nominato. I suoi resti furono cremati. L'urna contenente le sue ceneri fu sepolta nel Colombario del Cimetière de Saint-Georges a Ginevra.

## Le intuizioni di Bell
Il teorema di Bell è importante per comprendere la natura fondamentale dell'universo. Questo studio evidenzia che la meccanica quantistica non può calcolare il comportamento delle particelle subatomiche in modo deterministico e tale da essere compatibile con la relatività speciale di Einstein.
La conclusione è che la meccanica quantistica viola il principio di località. Vi è un certo disaccordo riguardante ciò che la disuguaglianza di Bell potrebbe implicare in unione con il paradosso Einstein-Podolsky-Rosen. Bell sostenne che non solo le variabili locali nascoste, ma tutte le spiegazioni teoriche locali dovevano essere in conflitto con la teoria quantistica.
(John Stewart Bell)
Invece, secondo un'interpretazione alternativa, non tutte le teorie locali in generale, ma solo le variabili locali nascoste mostrano incompatibilità con la teoria quantistica.
Nonostante gli schemi variabili nascosti siano spesso associati alla questione dell'indeterminismo, Bell era interessato al fatto che la meccanica quantistica ortodossa fosse una teoria soggettiva, e il concetto di misure figurasse in modo prominente nella sua esposizione. Pur non trovando inaccettabile per sé stesso il concetto di misura, Bell obiettava alla sua comparsa al più fondamentale livello teorico della meccanica quantistica, insistendo che essa dovesse riguardare solo quantità matematiche ben definite e concetti fisici non ambigui.
Nelle parole di Bell:

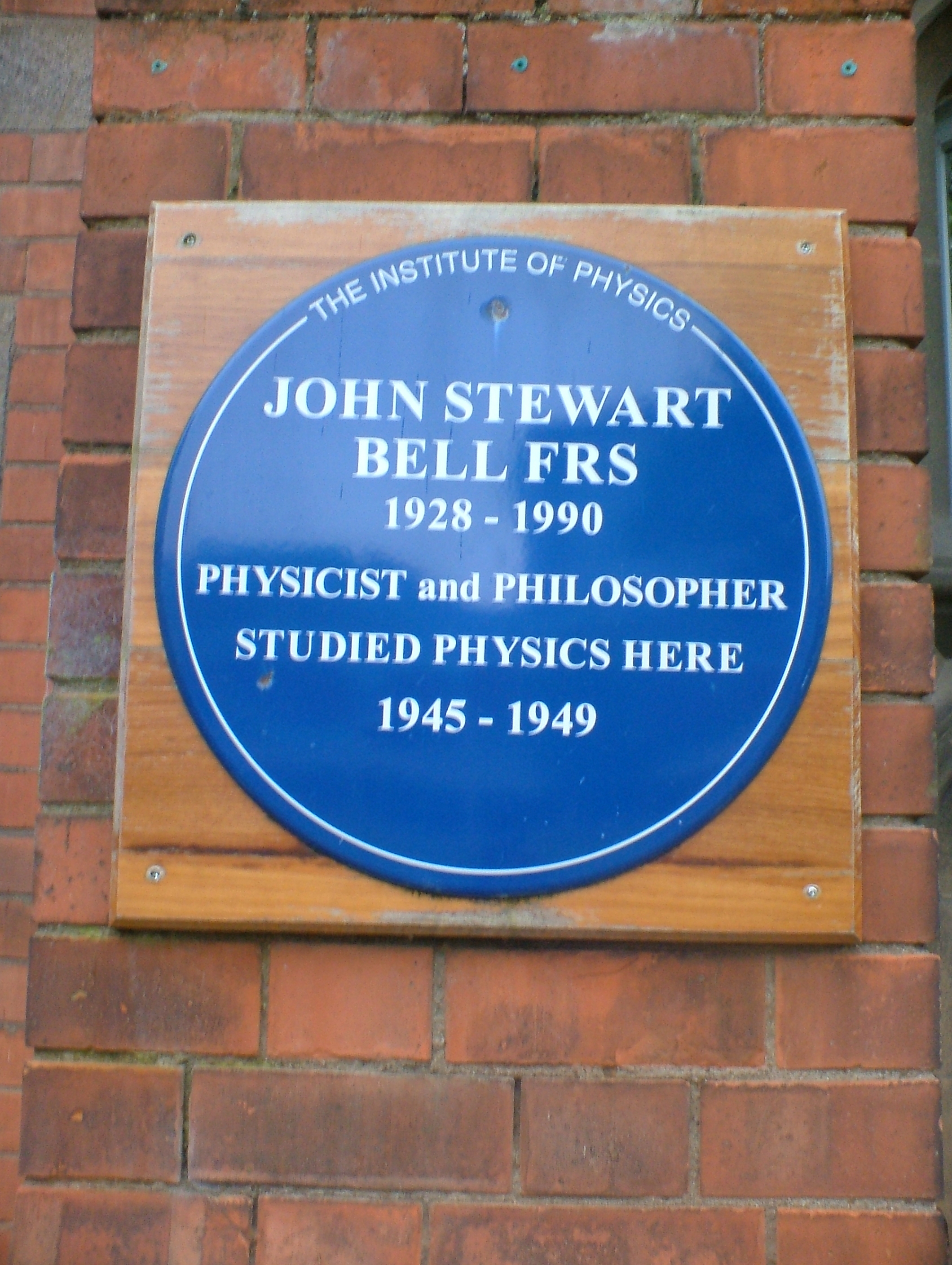
Targa blu in suo onore alla Queen's University of Belfast

Bell era colpito dal fatto che nella teoria delle variabili nascoste di David Bohm non fosse necessario questo concetto, e fu questo che lo fece interessare a questo campo di ricerca.
Preparandosi a esplorare la percorribilità della teoria di Bohm, Bell aveva bisogno di rispondere alla sfida delle cosiddette dimostrazioni di impossibilità contro le variabili nascoste. Bell ne discusse in un articolo intitolato "On the Problem of Hidden Variables in Quantum Mechanics" ("Sul problema delle variabili nascoste nella meccanica quantistica"), in cui mostrò che l'argomento di John von Neumann non prova l'impossibilità, come affermava. L'argomento difetta a questo proposito per la sua fondazione su assunzioni fisicamente irragionevoli. Nello stesso lavoro Bell mostrò che uno sforzo maggiore su queste dimostrazioni (basate sul teorema di Gleason) non riuscirebbe a eliminare le variabili nascoste. Il difetto nella dimostrazione di von Neumann era stato scoperto in precedenza da Grete Hermann nel 1935, ma rimase pressoché ignorato finché non fu riscoperto da Bell.
Nonostante i tentativi di confutare le variabili nascoste fallissero, la soluzione di Bell per il paradosso EPR si può considerare un successo, considerando la sua posizione sulla meccanica quantistica: essa stessa ha dimostrato di essere irriducibilmente non locale. Quindi non si può criticare uno schema di variabili nascoste se include, come quello di Bohm, "comunicazioni superluminali", ovvero la non località.